# 長谷川体育施設
長谷川体育施設株式会社（はせがわたいいくしせつ、英文社名 Hasegawa Sports Facilities Co.,Ltd.）は、本社を東京都世田谷区に置く建設会社。舗装大手の株式会社NIPPOの連結子会社のひとつで、ENEOSホールディングスの孫会社に当たる。
社名が示すとおり、屋外競技場のフィールド整備に特化しているのが特徴で、陸上競技場のトラック全天候型舗装や屋外球技場（サッカー場や野球場など）人工芝（ロングパイル人工芝）、学校の屋外グラウンドの整備を多く手がけている。

## 沿革
- 1949年（昭和24年）2月 - 設立
- 1977年（昭和52年）7月 - 日本鋪道株式会社（現・NIPPO）が資本参加

## 主要事業所
- 本社 - 東京都世田谷区太子堂1丁目4番21号
- 北海道支店 - 札幌市豊平区中の島1条2丁目2番15号（NIPPOビル4Ｆ）
- 東北支店 - 仙台市青葉区木町通1丁目5番1号（アーバス仙台3階）
- 北信越支店 -  新潟市中央区米山5丁目11番21号
- 関東支店 - 東京都世田谷区太子堂1丁目4番21号
- 中部支店 - 名古屋市中区栄1丁目7番33号（サカエセンタービル7階）
- 関西支店 - 大阪市中央区船越町2丁目4番12号
- 中国支店 - 広島市南区的場町1丁目2番19号（アーバス広島2階）
- 九州支店 - 福岡市中央区大手門2丁目1番34号
- 府中研究所 - 東京都府中市西原町1丁目14番1号

## 主な施工実績
- 新潟スタジアム（デンカビッグスワンスタジアム）
- 神戸総合運動公園ユニバー記念競技場
- 川崎市等々力陸上競技場
- 国立味の素フィールド西が丘
- 秩父宮ラグビー場
- わかさスタジアム京都
- 甲賀市の水口スポーツの森

## 陸上競技部
日本の実業団では数少ない、トラック＆フィールドに特化した陸上競技部を有する。以下は2019年5月現在の所属選手（全員女子）。監督は石田智子。
- 宇都宮絵莉（七種競技、第23回アジア陸上競技選手権大会4位）
- 山内愛（やり投）
- 剱持早紀（三段跳）
- 中島ひとみ（100メートルハードル）
- 鈴木美帆（100メートルハードル）